# Grade School Confidential
Grade School Confidential, llamado Escuela primaria confidencial en España y Amor en la escuela en Latinoamérica, es un episodio perteneciente a la octava temporada de la serie animada Los Simpson, y fue estrenado originalmente el 6 de abril de 1997. Fue escrito por Rachel Pulido y dirigido por Susie Dietter. En el episodio, el director Skinner y Edna Krabappel comienzan su larga relación.

## Sinopsis
Todo comienza cuando Martin invita a sus compañeros de clase a su fiesta de cumpleaños, pero ese día el festejo se vuelve muy aburrido para todos los invitados. Para colmo de males, la madre de Martin sirve ostiones en muy mal estado en lugar de pastel, lo que provoca una intoxicación en todos los niños, excepto en Bart, que le dio sus ostiones a un gato, y en Lisa, por ser vegetariana. Mientras tanto, el director Seymour Skinner y Edna Krabappel, después de charlar un rato, deciden irse solos a la casa de juguete de Martin, donde descubren los sentimientos románticos que tenían el uno hacia el otro. Finalmente, se besan, acto que es presenciado por Bart. 
Una vez de vuelta en la escuela, Seymour y Edna descubren que Bart sabe su secreto y cuando está por revelar lo que ha presenciado, lo llaman a la dirección y le cuentan que una relación entre ambos pone en riesgo sus respectivos empleos, por lo que le proponen que guarde su relación en secreto a cambio de eliminar su expediente de mal comportamiento, trato que se formaliza entre Bart y los profesores. 
Luego de que Bart acepta el trato, Seymour y Edna comienzan a utilizar al niño como intermediario para sus mensajes y citas. Pronto, el accionar de éstos se torna abusivo con Bart, ya que le hacen pasar por malos ratos con tal de mantener su relación. Una tarde en la escuela, luego de pasar vergüenza frente a toda su clase, al decirle a Edna "Te amo" (de parte de Seymour) y que Martin se burlara de él a raíz de lo sucedido anteriormente, Bart se enfurece más y revela a toda la escuela el secreto de Seymour y Edna, quienes se estaban besando apasionadamente en el cuarto del conserje. 
La noticia se expande rápidamente por todo Springfield, y se va exagerando a medida que se pasa la voz. El jefe de policía Wiggum, luego de escuchar la versión de Ralph de los eventos, alerta al superintendente Chalmers. Chalmers le da a Seymour un ultimátum: terminar la relación o ambos serían despedidos. Seymour decide que el amor es más fuerte que su trabajo, por lo que Chalmers lo despide a él y a Edna, diciéndoles que se fueran al final de la jornada escolar. 
Bart se entera de que la pareja había perdido sus trabajos y se siente triste por lo que él, en parte, había causado. Luego de que Seymour se disculpa con Bart por haberlo avergonzado, Bart le dice al director que se rebele contra las personas que son autoritarias con él, quedándose en la escuela. En consecuencia, Seymour y Edna cierran la escuela y se quedan encerrados en ella con Bart. Luego llaman a la prensa y dan a conocer un mensaje: querían sus trabajos de vuelta y, además, que la comunidad no se interpusiera entre su relación. Sin embargo, los residentes de Springfield (específicamente Maude Flanders) se niegan a aceptarlo, ya que pensaban que no eran adecuados para seguir en la escuela, por ser "indecentes". Al enterarse del verdadero problema, Seymour insiste que no pasó nada indebido y obsceno, al grado de declarar que es virgen. Todos aceptan la explicación, y Chalmers acepta devolverle sus empleos a Seymour y a Edna, como si nada hubiera pasado.
Finalmente, la pareja decide continuar con su relación en secreto, no sin antes convenciendo a Bart de que habían decidido terminar y agradeciéndole por haberlos ayudado.

## Producción
La idea de que Skinner y Krabappel sean pareja estaba planeada desde la época en que Mike Reiss y Al Jean eran show runners de la serie. Una escena borrada muestra un momento embarazoso entre Bart, Milhouse y Martin, cuando el último les presenta a los dos a sus padres. Rachel Pulido tomó inspiración el episodio de "Bart the Lover", de la tercera temporada. Los pasteles que aparecen en el libro de Agnes Skinner fueron diseñados para que luzcan como si fuesen verdaderos. La escena en la que Homer usa el megáfono para hablarles a Marge y Lisa, quienes estaban paradas al lado suyo, fue añadida por Dan Castellaneta.